# Hursley
Hursley is een civil parish in het bestuurlijke gebied Winchester, in het Engelse graafschap Hampshire met 889 inwoners.

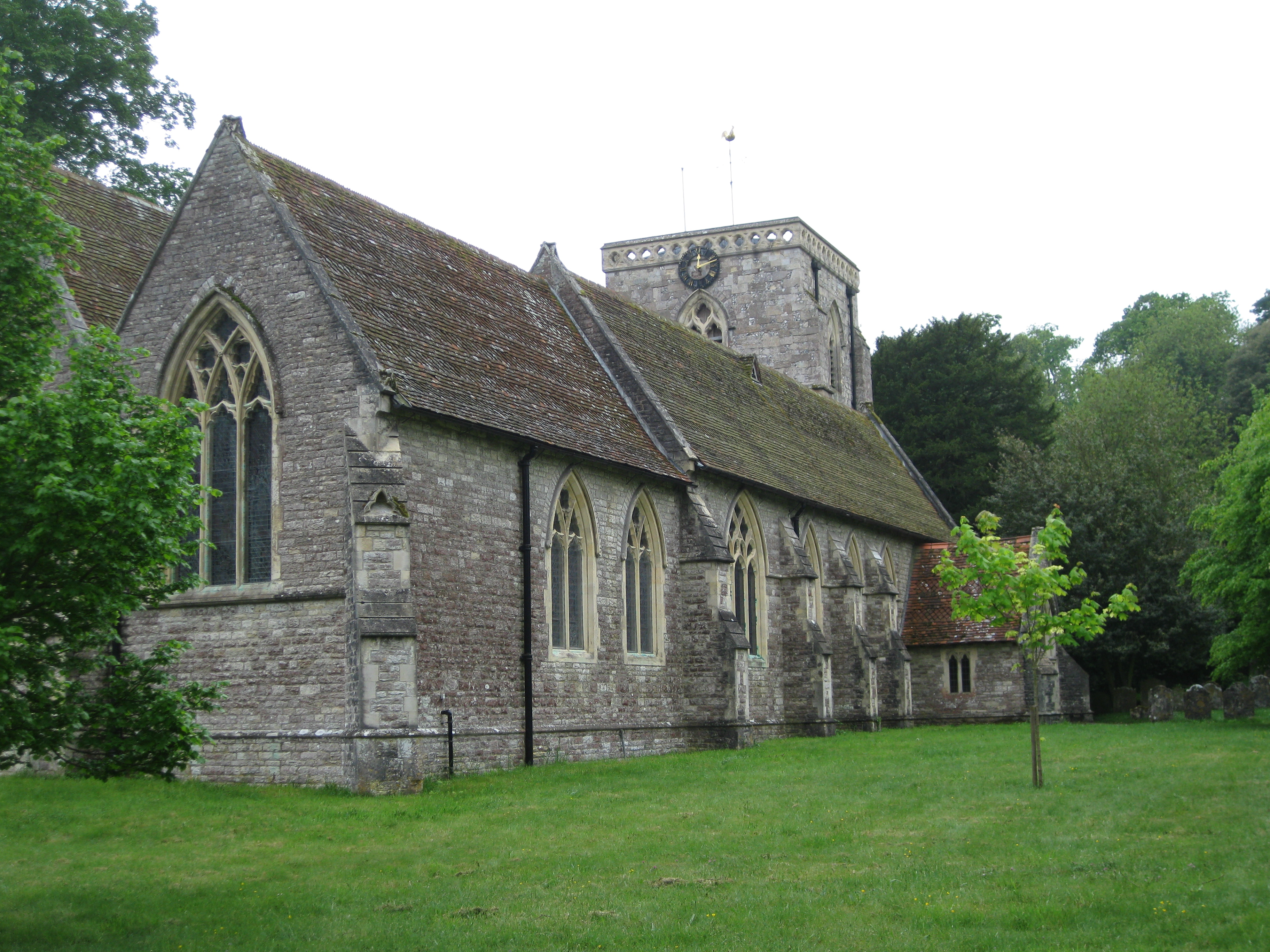
Kerk van Hursley
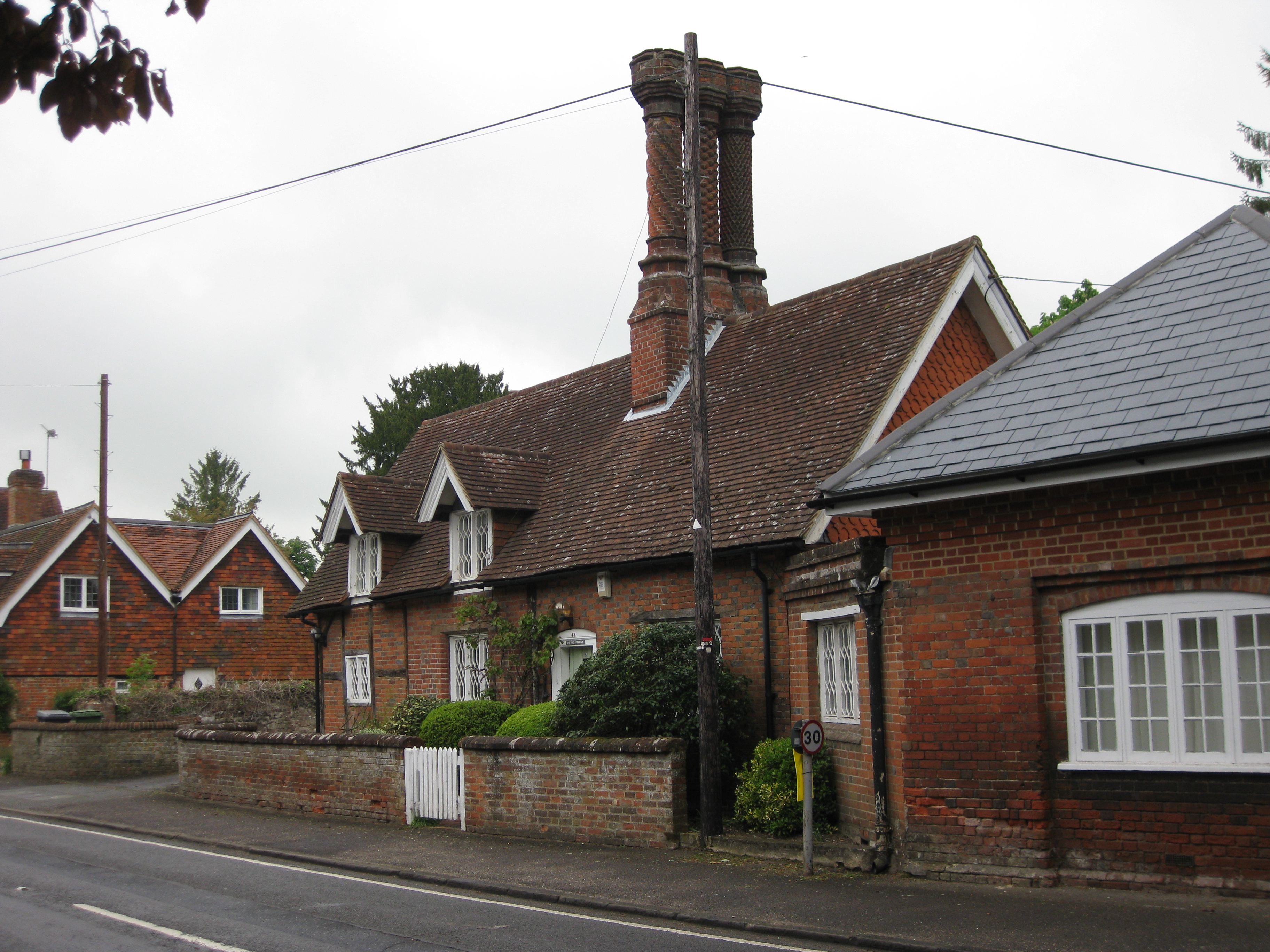
Cottages in Hursley